# Caraman
Caraman ist eine französische Kleinstadt im Département Haute-Garonne in der Région Okzitanien (vor 2016: Midi-Pyrénées). Sie gehört zum Arrondissement Toulouse und zum Kanton Revel. Caraman hat 2.487 Einwohner (Stand: 1. Januar 2022), die Caramanais(es) genannt werden.

## Geographie

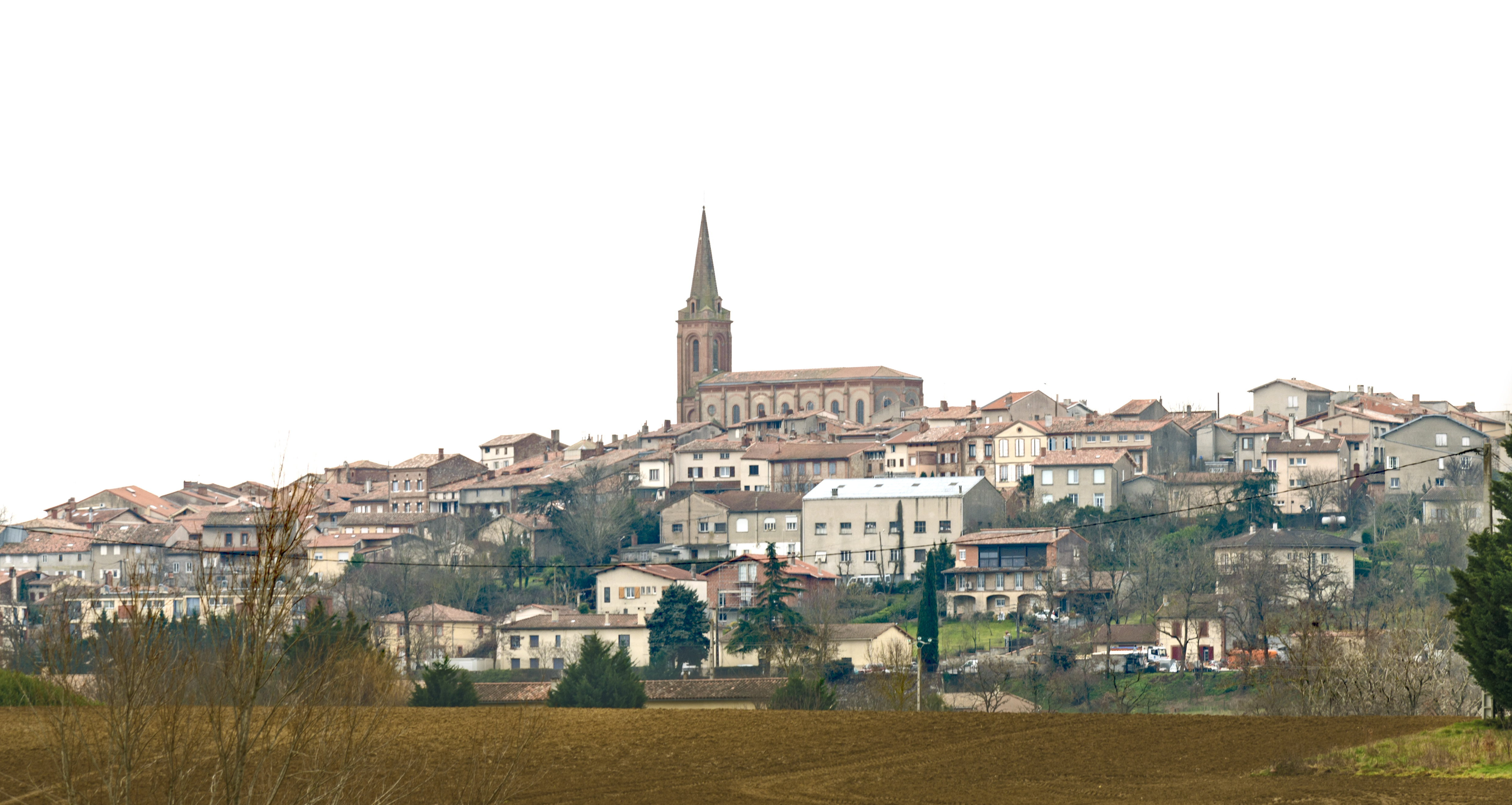
Blick auf Caraman von Norden

Die Gemeinde liegt rund 20 Kilometer südöstlich von Toulouse im Lauragais. Der Fluss Saune bildet die südliche Gemeindegrenze. Im nördlichen Gemeindegebiet, nahe dem Weiler Fumat entspringt die Seillonne. Umgeben wird Caraman von den Nachbargemeinden Prunet und Mascarville im Norden, La Salvetat-Lauragais im Nordosten, Auriac-sur-Vendinelle im Osten, Cambiac im Südosten, Beauville und Ségreville im Süden, Caragoudes im Südwesten, Maureville und Aurin im Westen sowie Lanta im Westen und Nordwesten. In Caraman kreuzen sich die Fernstraßen von Toulouse nach Revel und von Lavaur nach Villefranche-de-Lauragais.

## Bevölkerungsentwicklung
| Jahr                       | 1962 | 1968 | 1975 | 1982 | 1990 | 1999 | 2011 | 2020 |
| Einwohner                  | 1528 | 1717 | 1621 | 1642 | 1765 | 1944 | 2352 | 2524 |
| Quellen: Cassini und INSEE |      |      |      |      |      |      |      |      |

## Sehenswürdigkeiten

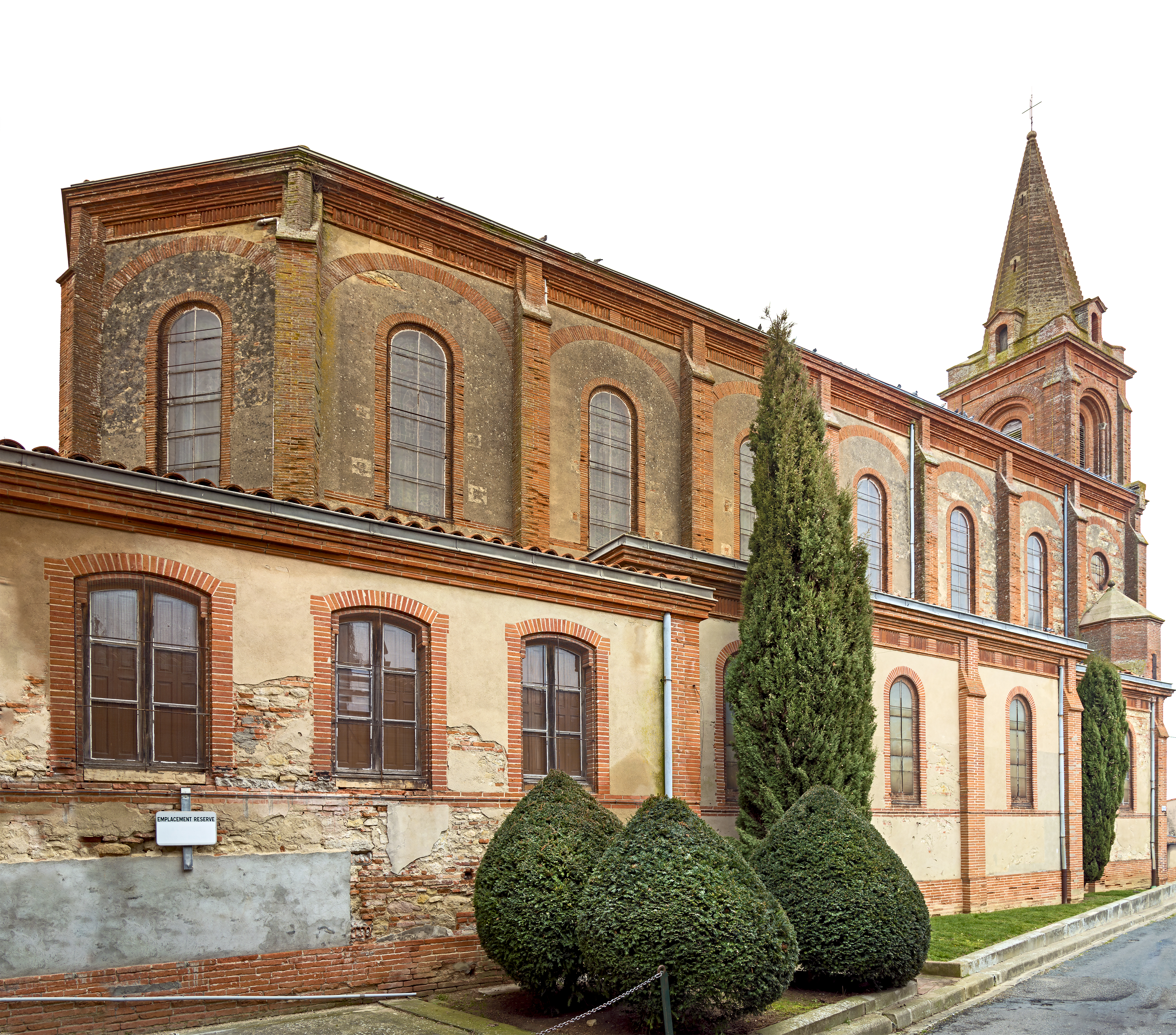
Kirche Saint-Pierre
- Schloss Le Croisillat
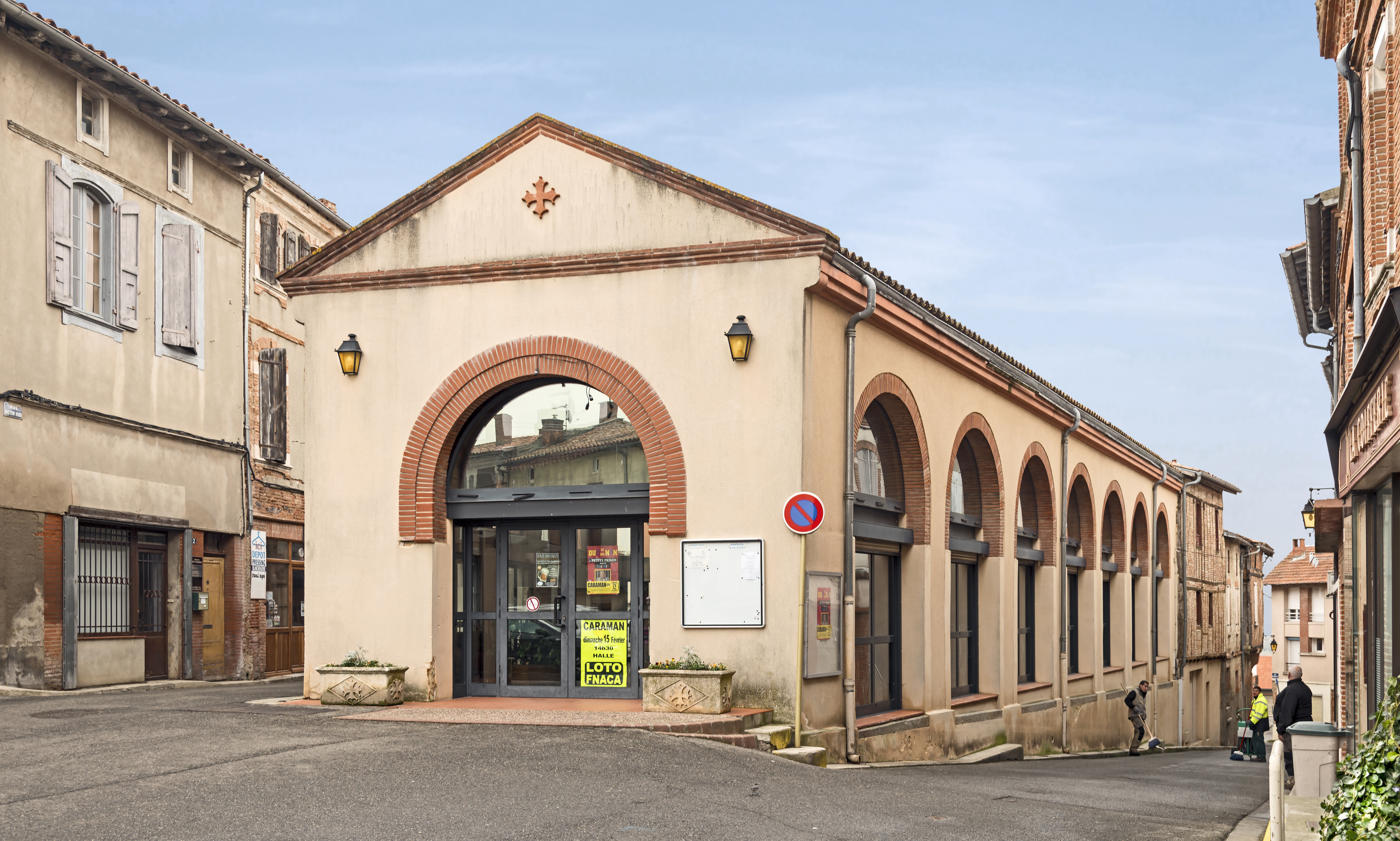
Markthalle

- Kirche Saint-Pierre
- Markthalle

## Persönlichkeiten
- Pierre-Paul Riquet (1609–1680), Erbauer des Canal du Midi